# Свети Илия (Митрашинци)
Вижте пояснителната страница за други значения на Свети Илия.
„Свети Илия“ (на македонска литературна норма: „Свети Илија“) е възрожденска православна църква в беровското село Митрашинци, Северна Македония. Част е от Струмишката епархия на Македонската православна църква – Охридска архиепископия.
Храмът е изграден в XIX век. Църквата е най-голямата в общината. Изписана е в 1894 година според надпис в нея и е единствената в Малешевията, която е цялостно изписана.
Около църквата са открити фрагменти от стари архитектурни елементи и от покривни керемиди.